# Fuengirola
Fuengirola ist eine Stadtgemeinde in der spanischen Region Andalusien. Sie ist eine der 100 selbständigen Gemeinden der Provinz Málaga an der Costa del Sol. 
Die Stadt Fuengirola hat 85.859 Einwohnern (Stand: 2024) auf einer Fläche von 10,17 km². Dies entspricht 8280 Einwohnern pro km². Die Gemeinde ist damit von ihrer Fläche her eine der kleinsten Städte Spaniens, weist aber eine sehr hohe Bevölkerungsdichte auf. Unter den Bewohnern sind 25 % Ausländer, vor allem Europäer (darunter viele Briten, Iren, Finnen und Schweden), weiterhin Marokkaner, Südamerikaner und Chinesen. Fuengirola, Marbella und Torremolinos an der Costa del Sol zählten im Jahr 2005 spanienweit zu den Städten mit der höchsten Kriminalität.

## Geografie

### Geografische Lage
27 Kilometer südwestlich von Málaga an der Costa del Sol erstreckt sich die Stadt entlang der östlich gelegenen Küste. Nachbargemeinden sind im Nordosten Benalmádena und im Nordwesten, Westen und Südwesten die Gemeinde Mijas, die Fuengirola landseitig umschließt. Das Stadtgebiet ist fast vollständig bebaut. Die mittlere Höhe beträgt sechs Meter über dem Meeresspiegel. Fuengirola verfügt über einen Strand von etwas mehr als sieben Kilometern Länge.

### Stadtgliederung
Das Stadtgebiet von Fuengirola ist von Süd nach Nord in die Stadtviertel Fuengirola (centro), San Cayetano, El Boquetillo, Santa Fe de los Boliches, Los Pacos, Torreblanca del Sol und Carvajal unterteilt.

### Klima
Die Region um Fuengirola bietet ein subtropisches Mittelmeerklima, mit einer durchschnittlichen Jahrestemperatur von 18 Grad Celsius, einer jährlichen Niederschlagsmenge von 500 l/m² und fast 3000 Sonnenstunden pro Jahr.

## Geschichte
Die Ursprünge der Stadt gehen auf Kolonisation der Gegend durch die Phönizier zurück. Die Römer nannten die Stadt Suel, sie war eine Kreisstadt in der römischen Region Baetica. Im 8. Jahrhundert eroberten die Mauren die Gegend und nannten die Stadt Sojayl. Unter Abd ar-Rahman III. wurde im Jahre 956 die Burg errichtet.
Im 15. Jahrhundert wurde die Stadt in der Endphase der Reconquista von den Katholiken zurückerobert. Die Burg Sohail wurde erst 1497, fünf Jahre nach dem Fall Granadas, durch die Christen eingenommen. Erst 1730 wurde sie wieder aufgebaut, diesmal um den Handel mit dem 1704 von den Briten eroberten Gibraltar zu unterbinden.
| Jahr      | 1842  | 1877  | 1887  | 1900  | 1910  | 1920  | 1930  | 1940  | 1950  | 1960  | 1970   | 1980   | 1990   | 2000   | 2010   | 2020   |
| --------- | ----- | ----- | ----- | ----- | ----- | ----- | ----- | ----- | ----- | ----- | ------ | ------ | ------ | ------ | ------ | ------ |
| Einwohner | 1.182 | 4.306 | 4.747 | 5.966 | 6.306 | 6.350 | 6.829 | 6.865 | 6.774 | 8.589 | 17.908 | 29.160 | 37.742 | 49.675 | 71.783 | 81.987 |

## Wirtschaft und Infrastruktur

### Tourismus

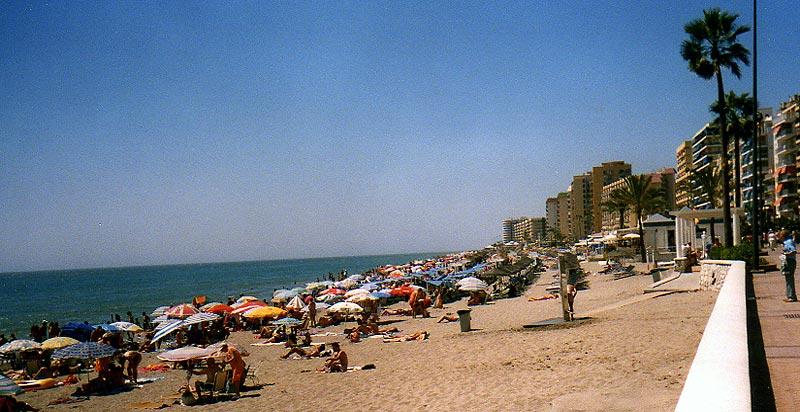
Strand von Fuengirola

Heute ist Fuengirola stark vom Tourismus geprägt. Die über zehn Kilometer lange Promenade am Meer reicht von Carvajal im Osten bis zum IPV-Palace-Hotel im Westen. An der dem Strand gegenüberliegenden Seite der Promenade befinden sich meist hohe Apartmenthäuser und zunehmend auch Hotels im Vier-Sterne-Segment. In den Erdgeschossen gibt es vielfältige Läden, Gaststätten und Bars. Auf dem etwa sieben Kilometer langen Strand stehen zahlreiche Restaurants, die überwiegend Fisch anbieten.
Die alte Burg Sohail auf einem Hügel außerhalb der Stadt mit Blick über die Bucht wurde das Wahrzeichen Fuengirolas. In der Burg finden oft Musikveranstaltungen und Fiestas statt. Hinter der Burg findet zum Meer hin jeden Sommer das Marenostrum-Festival statt. Das Innere des Ortes hat sich, vor allem an den Plazas mit den Kirchen, andalusische Atmosphäre bewahrt. Jeden Dienstag findet ein Markt statt, der zu den ausgedehntesten an der Costa del Sol gehört.

### Verkehr

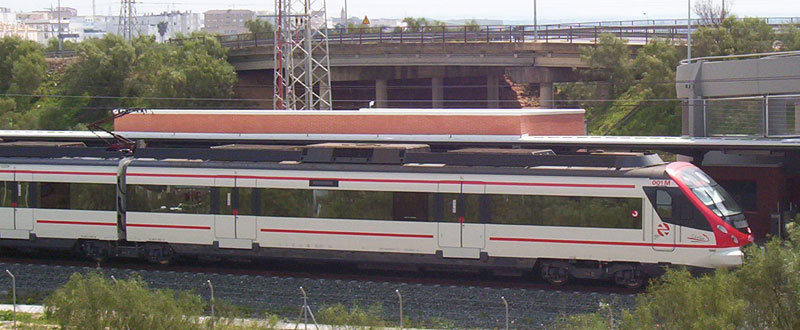
Cercanías RENFE

Fuengirola ist Endpunkt der Bahnstrecke Málaga–Fuengirola und verfügt hier über einen Anschluss an die Linie C-1 der Cercanías Málaga. Die Züge verkehren tagsüber alle 20 Minuten über den Flughafen nach Málaga. Der Flughafen ist von Fuengirola in etwa 30 Minuten erreichbar. Vom Busbahnhof im Zentrum der Stadt verkehren Linienbusse in alle Richtungen, bis hin nach Madrid.

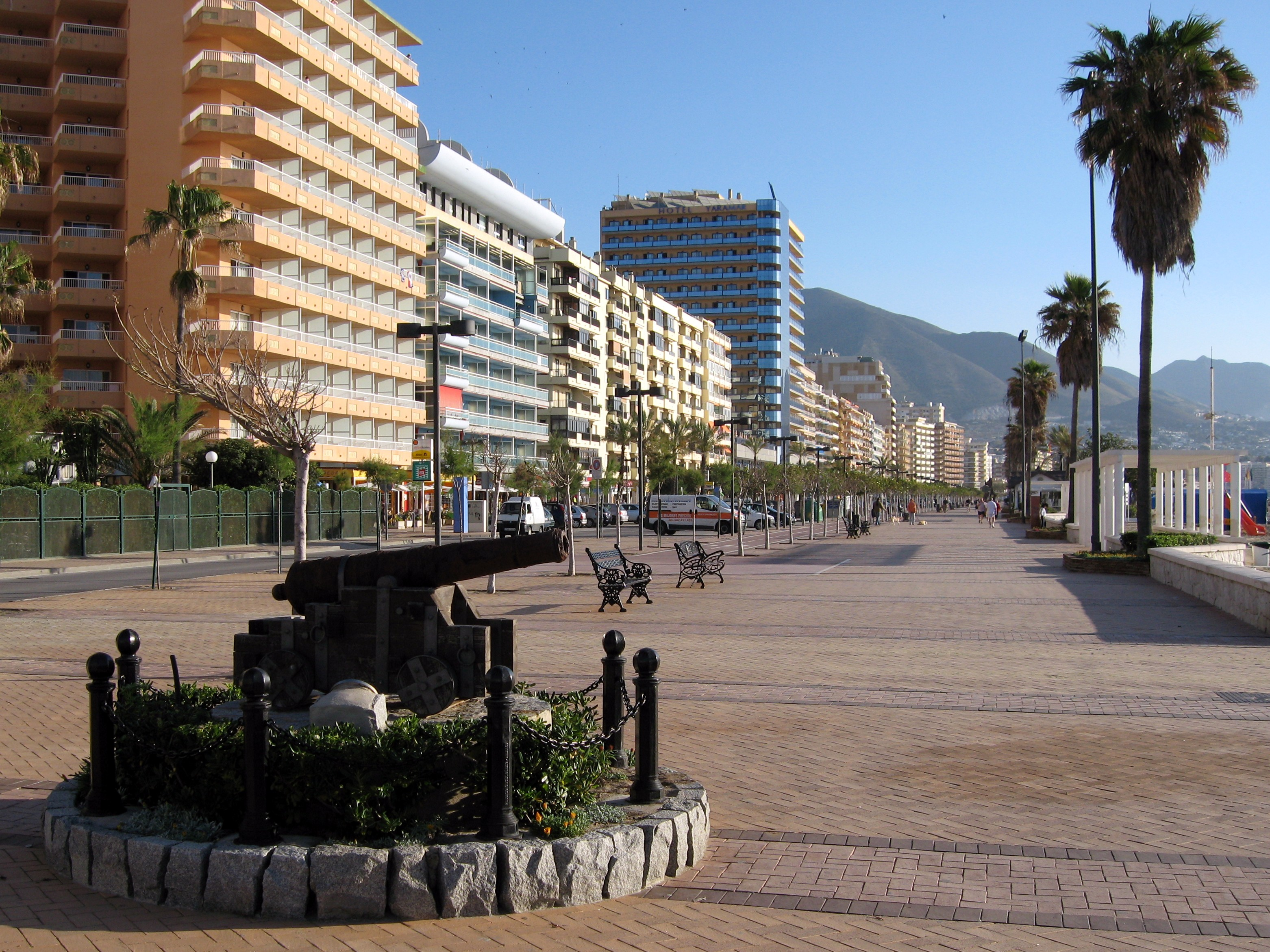
Strandpromenade von Fuengirola
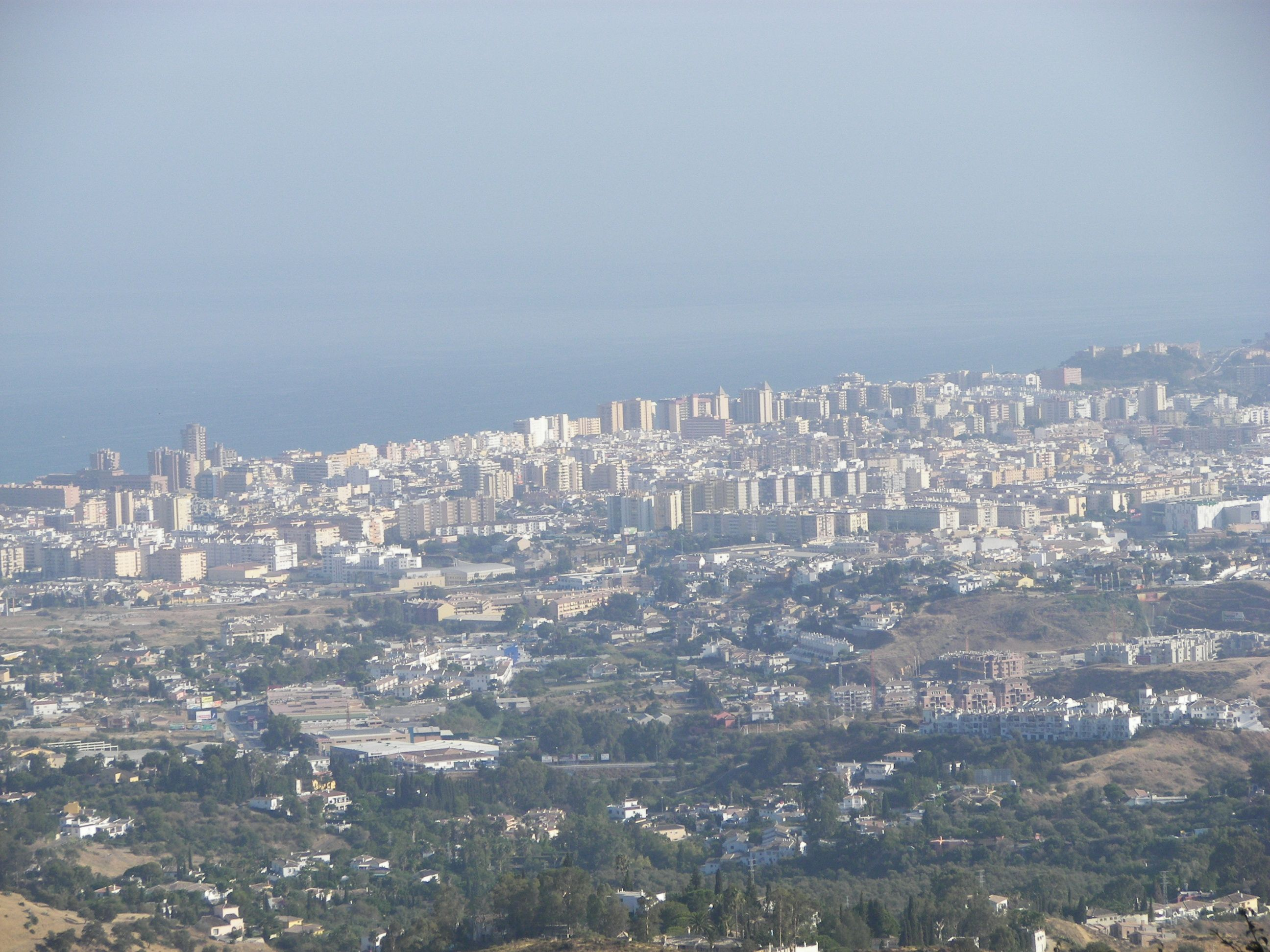
Stadtzentrum (von Mijas aus gesehen)
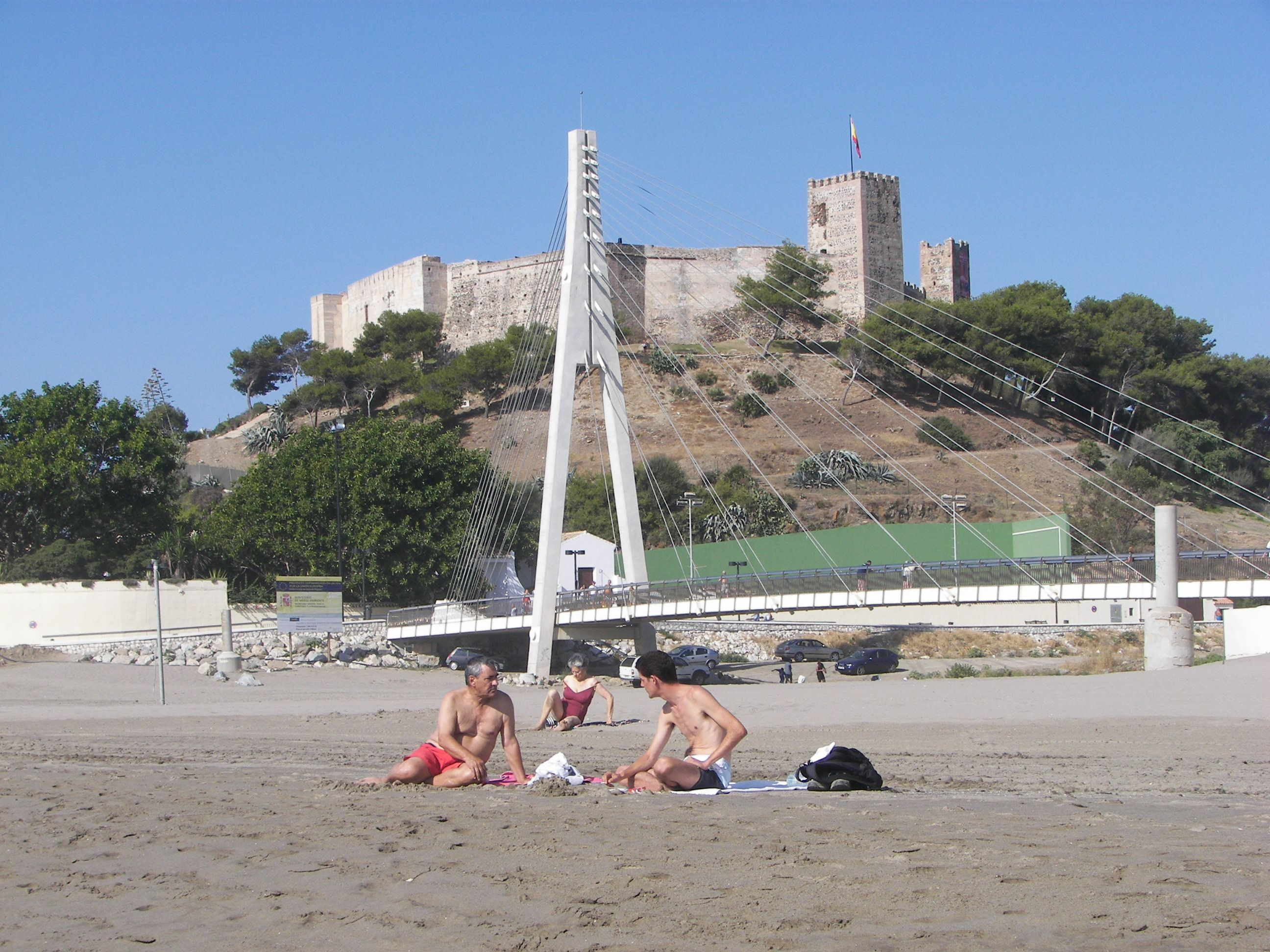
Burg Sohail
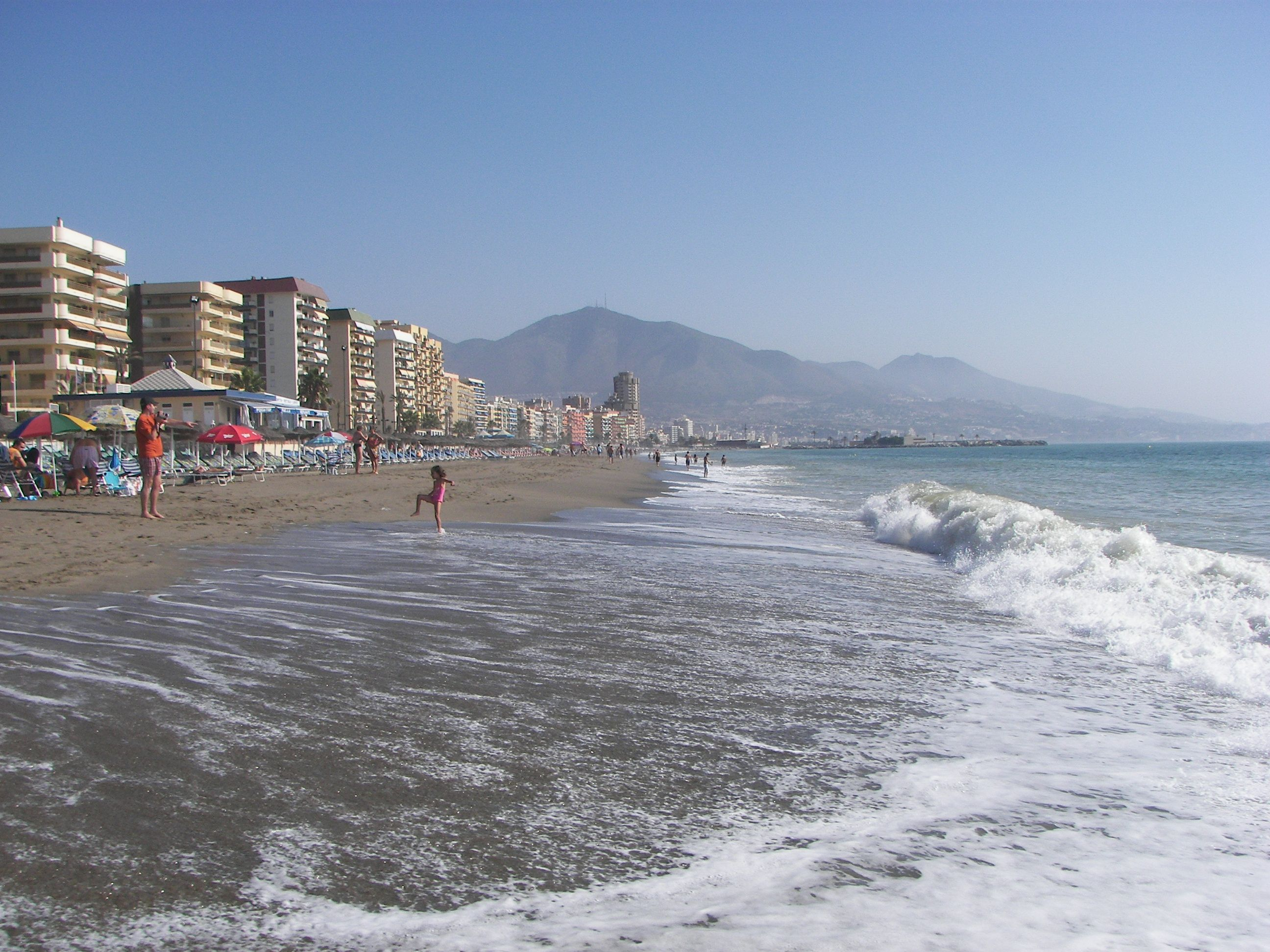
Strand, Blick von vor der Burg nach Norden

## Persönlichkeiten
- Julio Anguita (1941–2020), Lehrer, Politiker, Autor und Journalist
- Juanito (1954–1992), Fußballspieler
- Anabel Conde (* 1975), Sängerin
- Jesús Gámez (* 1985), Fußballspieler
- Anni B Sweet (* 1987), Indie-Sängerin und Songwriterin
- Jesús Mosquera (* 1993), Schauspieler

## Belege
1. ↑  Gesamtzahl der Dateien Geografische Nomenklatur der Gemeinden und Bevölkerungseinheiten: 1 Datei:MUNICIIOS.csv Spalte:ALTITUD
2. ↑  Gesamtzahl der Dateien Geografische Nomenklatur der Gemeinden und Bevölkerungseinheiten: 1 Datei:MUNICIIOS.csv Spalte:SUPERFICIE
3. ↑  Instituto Nacional de Estadística Municipal Register of Spain
4. ↑  Hubert Kahl/DPA: Costa del Mafia. www.stern.de, 16. März 2005, abgerufen am 13. Mai 2011.